# Porte Victoria (La Valette)
Pour les articles homonymes, voir Victoria.
La porte Victoria (en maltais : Il-Bieb Victoria, en italien : Porta Victoria ou Porta Vittoria) est une porte de ville de La Valette, à Malte. Elle a été construite par les Britanniques en 1885 et nommée d'après la reine Victoria. La porte est l'entrée principale de la ville depuis le quartier de Grand Harbour, qui était autrefois la partie la plus animée de la ville. La porte est située entre Marina Curtain et le bastion Sainte-Barbe, sur le site de la porte Del Monte du XVIe siècle.
La porte Victoria est la seule porte survivante des fortifications de La Valette, puisque toutes les autres portes fortifiées ont été démolies entre les XIXe et XXe siècles. Aujourd'hui, la seule autre porte est la porte de la Ville, qui a été construite en 2014 selon un design moderne.

## Histoire

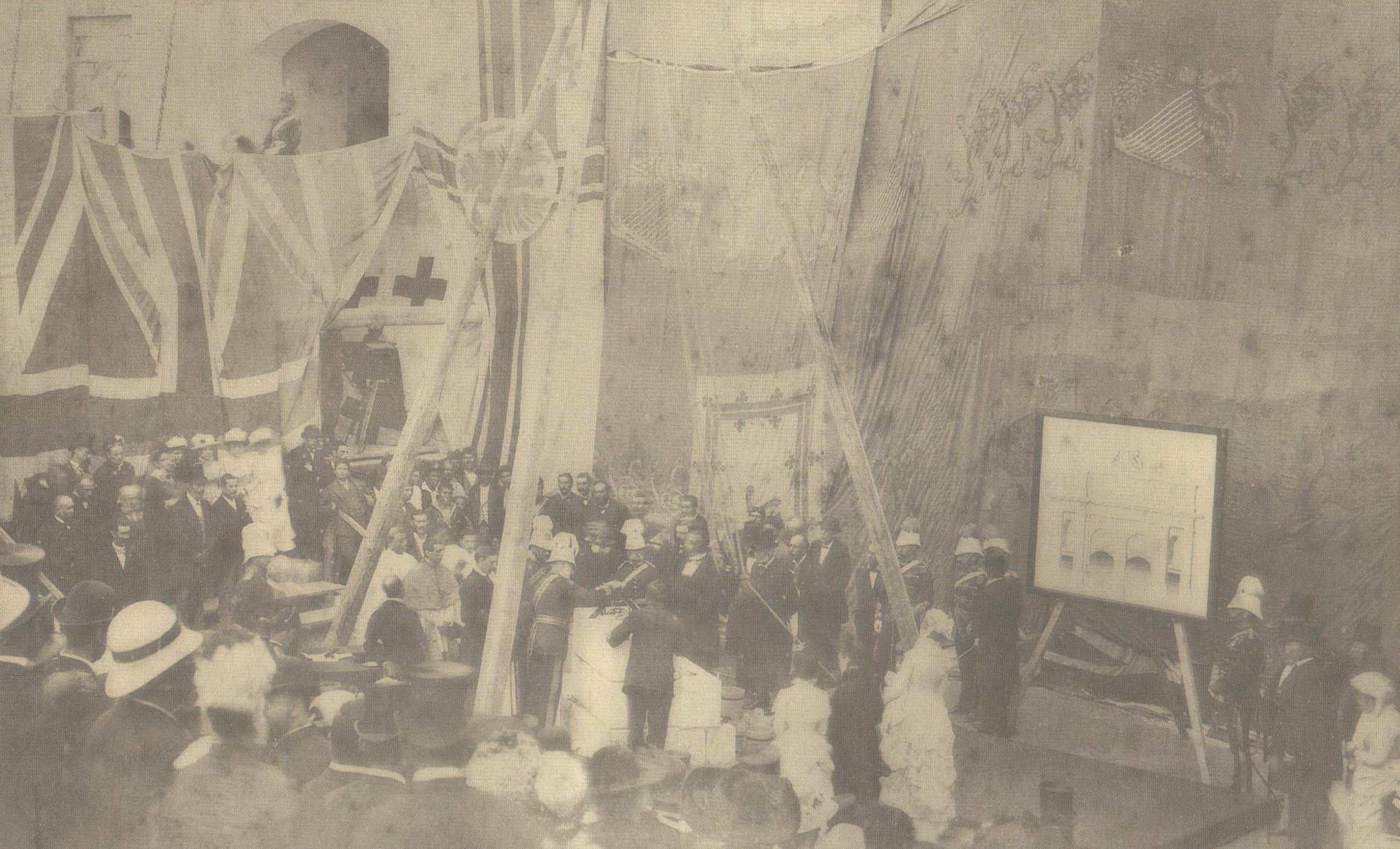
Le gouverneur Arthur Borton jetant les bases de la porte Victoria, le 27 mai 1884.

Lorsque La Valette a été fondée en 1566, un système de fortifications bastionnées a été construit autour de la ville, sur une conception de l'ingénieur militaire italien Francesco Laparelli. La ville n'avait que trois portes, la principale étant connue sous le nom de Porta San Giorgio, et deux portes plus petites de chaque côté de la ville, connues sous le nom de Porte Marsamxett et Porte Del Monte.
La porte Del Monte (en italien : Porta Del Monte) a été construite en 1569 sur un plan de Laparelli, et nommée d'après le Grand Maître Pietro del Monte. Cette porte était située entre Marina Curtain et le bastion Sainte-Barbe du côté est de la ville, face au Grand Port . La zone autour est devenue une petite marina, et la porte s'appelait aussi la porte de la marina (en italien : Porta Marina) puisqu'elle permettait d'accéder à la ville depuis le port de plaisance. La zone autour de la porte était animée d'activités et comprenait un jardin connu sous le nom d'Ġnien is-Sultan, l'église Notre-Dame de Liesse et le marché aux poissons.

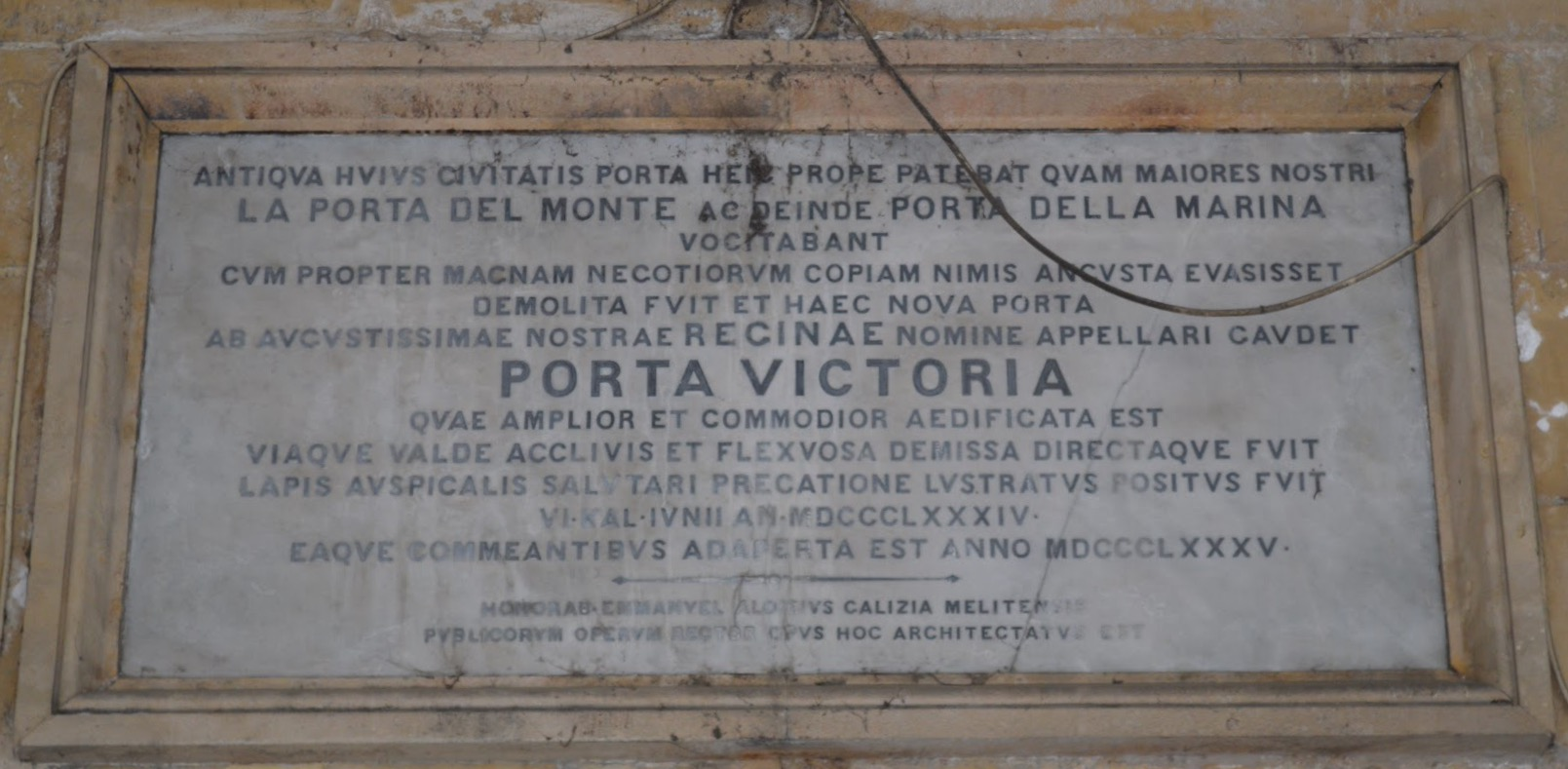
Plaque de la porte Victoria.

À la fin du XIXe siècle, la porte Del Monte est devenue trop petite car la zone qui l'entourait était la partie la plus animée de La Valette. Elle a été démolie en 1884 et remplacée par la plus grande porte Victoria. La première pierre de la nouvelle porte a été posée en 1884 par le gouverneur Arthur Borton, et elle a été achevée et ouverte au public en 1885. La porte a été conçue par l'architecte maltais Emanuele Luigi Galizia et porte le nom de la reine Victoria.
La porte Victoria a été largement restaurée par le ministère des Ressources et des Affaires rurales entre 2009 et 2010, . La restauration a duré environ six mois et a été dirigée ar les architectes Claude Borg et Alexis Inguanez. Tout au long de la restauration, la structure a été nettoyée, son fossé a été redécouvert et restauré, ses dallages ont été refaits, les anciennes installations ont été enlevées et quelques pierres ont été réparées.

## Architecture

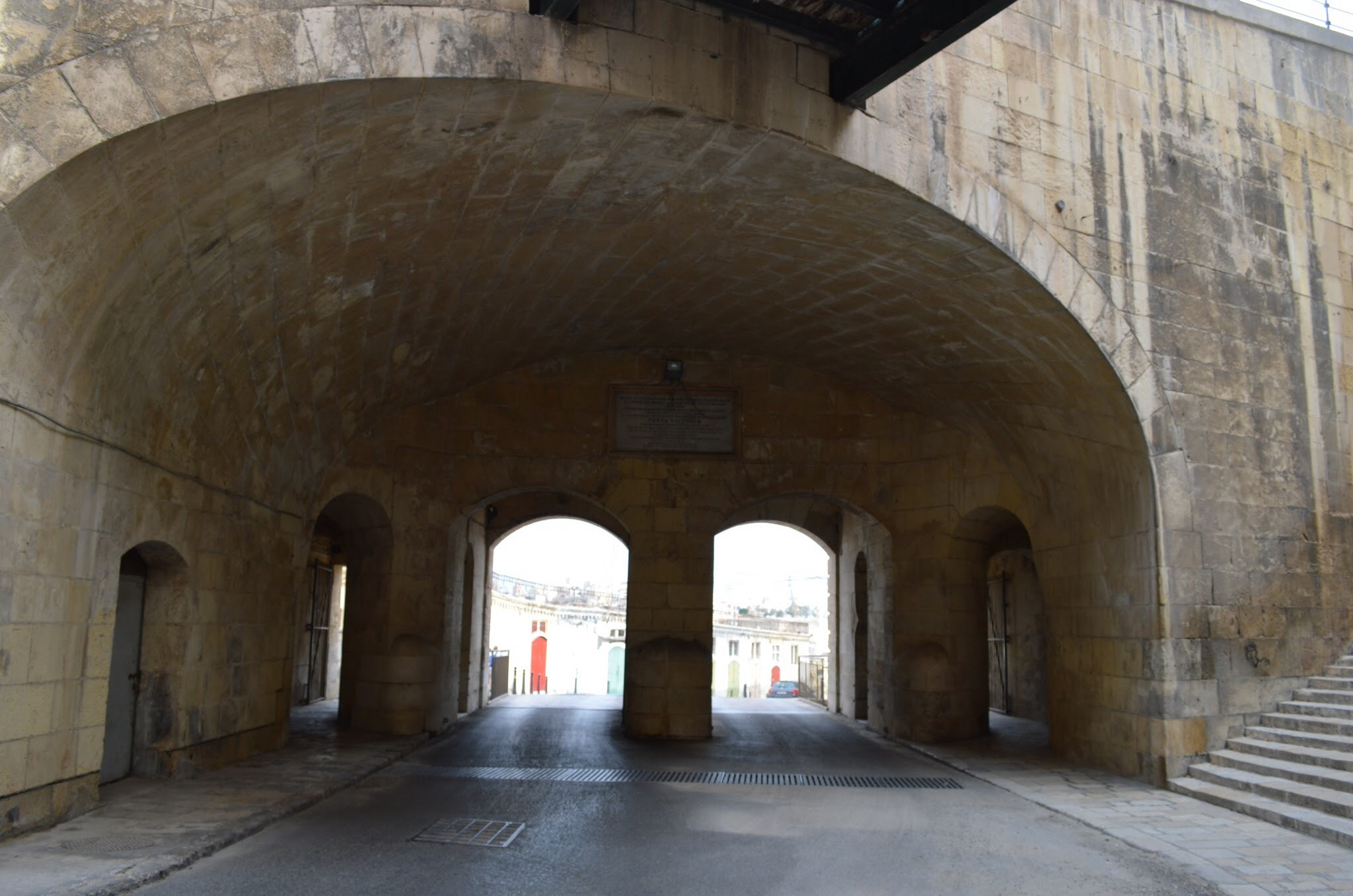

Victoria Gate se compose d'une ouverture à double arche avec une structure de voûte entrecroisée destinée à permettre le passage de la circulation, et de deux petites portes de chaque côté pour permettre le passage des piétons. Les deux arches sont surmontées des armoiries de Malte et de La Valette, et la porte est surmontée des armoiries britanniques. L'arc est construit en calcaire maltais.
La porte avait à l'origine un pont-levis et un fossé. Le fossé a été comblé au fil des ans, mais il a été découvert et restauré en 2010.